# Tracey Ullman
Tracey Ullman, född 30 december 1959 i Slough i Berkshire, är en brittisk och från 2006 också amerikansk komiker och sångare.

## Karriär
Ullman fick sitt genombrott i TV-komedishowen Three of a Kind 1981 samt i A Kick Up the Eighties under 1981–1982. Hon är en av de få brittiska komedistjärnor som gjort succé med en egen show på amerikansk TV. Simpsons-kortfilmerna, 48 kortfilmer på cirka 1–2 minuter vardera, var under tre säsonger ett inslag i The Tracey Ullman Show, innan rollfigurerna fick sin egen TV-serie kallad Simpsons.
I början på 1980-talet hade hon också stor framgång med två musikalbum, You Broke My Heart in 17 Places och You Caught Me Out. Flera låtar från albumen låg högt på hitlistorna, såsom "They Don't Know", "Move Over Darling" och "Sunglasses". Ullman fick 1983 en stor hit med "They Don't Know" - en låt som ursprungligen varit Kirsty MacColls (1959–2000) debutsingel 1979. Paul McCartney medverkade som skådespelare i Ullmans promotionfilm/video för "They Don't Know" (däremot inte som musiker). Tracey Ullman gjorde också covers på andra låtar av Kirsty MacColl - "You Caught Me Out" och "Terry".
Hon har även medverkat i flera filmer, såsom Plenty (1985), Jumpin' Jack Flash (1986), Kulregn över Broadway (1994), Panic (2000) och Småtjuvar emellan (2000) där hon nominerades till en Golden Globe Award.

## Filmografi, i urval
- 1985 – Till varje pris
- 1986 – Jumpin' Jack Flash
- 1987–1990 – The Tracey Ullman Show
- 1991 – Simpsons, avsnitt Bart's Dog Gets an F (röst i TV-serie)
- 1993 – Robin Hood - Karlar i trikåer
- 1994 – Kulregn över Broadway
- 1994 – Prêt-à-Porter
- 1998–1999 – Ally McBeal (TV-serie)
- 2000 – Panic
- 2000 – Småtjuvar emellan
- 2005 – Corpse Bride (röst)
- 2014 – Into the Woods
- 2020 – Mrs. America (TV-serie)

## Diskografi
Studioalbum (solo)
- 1983 – You Broke My Heart in 17 Places
- 1984 – You Caught Me Out

Singlar
- 1983 – "Breakaway"
- 1983 – "They Don't Know"
- 1983 – "Move Over Darling"
- 1984 – "My Guy"
- 1984 – "Sunglasses"
- 1984 – "Helpless"
- 1985 – "Terry"

Samarbeten
- 1983 – Three of a Kind (Lenny Henry, Tracey Ullman, David Copperfield)
- 1991 – Puss in Boots (Tracey Ullman, Jean-Luc Ponty)